# Manuel Mendonça
Pour les articles homonymes, voir Mendonça.
Manuel Mendonça ou Manuel Mendonza, de son nom complet Eliseu Manuel de Mendonça Paulino, né le 1er janvier 1947 à Luanda, est un footballeur portugais qui évoluait au poste d'attaquant.

## Biographie
Manuel Mendonça est né à Luanda dans l'Afrique occidentale portugaise. Il est le frère des footballeurs Jorge Alberto Mendonça et Fernando Mendonça.
Il se forme dans les catégories jeunes de l'Atlético de Madrid avant de commencer sa carrière professionnelle en 1966 lorsqu'il est recruté par le Stade rennais. Avec le club breton, il dispute 6 rencontres de championnat et 1 match de coupe lors de la saison 1966-1967. Mendoza fait ses débuts en Division 1 le 8 janvier 1967 lors d'une défaite 4-0 contre le Sedan. Rennes termine la saison à la 11e place du championnat et atteint les demi-finales de la Coupe de France.
En 1967, après une brève période au Real Betis et à Plus Ultra, il part pour les États-Unis et rejoint les Cleveland Stokers (en) où il joue 23 matchs et inscrit 10 buts, aidant l'équipe à atteindre les demi-finales de la NASL,.
En 1969, Mendonça retourne en Europe pour évoluer avec le club turc de Boluspor. Lors de sa première saison, il contribue à la promotion de l'équipe en Süper Lig en remportant la Türkiye 2. Futbol Ligi en 1969-1970. Lors de la saison suivante, Boluspor termine à la 13e place de l'élite turque et Mendonça joue 2 matchs de première division.
Il prend sa retraite à l'issue de la saison 1970-1971,.

## Palmarès
Boluspor
- Championnat de Turquie D2 : 
  - Champion : 1969-1970.